# Hylaeus megalotis
Hylaeus megalotis là một loài Hymenoptera trong họ Colletidae. Loài này được Swenk & Cockerell mô tả khoa học năm 1910.